# Listen to Your Heart (Roxette)
Listen to Your Heart è un singolo del duo svedese Roxette, pubblicato nel 1988 come secondo estratto dall'album Look Sharp!.

## Tracce
7" 1988 - Svezia (Parlophone – 1363237)
- Lato A

1. Listen to Your Heart – 5:10

Durata totale: 5:10
- Lato B

1. (I Could Never) Give You Up – 3:51

Durata totale: 3:51
12" 1988 - Svezia (Parlophone – PRO 4097)
- Lato A

1. Listen to Your Heart – 5:10

Durata totale: 5:10
- Lato B

1. Listen to Your Heart (Orchestral Version) – 3:43
2. (I Could Never) Give You Up – 3:51

Durata totale: 7:34
7" 1989 - Germania (Parlophone – 016-1363237)
- Lato A

1. Listen to Your Heart – 5:12

Durata totale: 5:12
- Lato B

1. (I Could Never) Give You Up – 3:59

Durata totale: 3:59
12" 1989 - Germania (Parlophone – 060-1363236)
- Lato A

1. Listen to Your Heart (LP Version) – 5:12

Durata totale: 5:12
- Lato B

1. Listen to Your Heart (U.S. Remix) – 4:53
2. (I Could Never) Give You Up – 3:59

Durata totale: 8:52

## Formazione

### Gruppo
- Marie Fredriksson – voce
- Per Gessle – chitarra, voce

### Altri musicisti
- Anders Herrlin – basso
- Clarence Öfwerman – tastiere, programmazione

## Video musicale
Un videoclip vede mostrare il gruppo eseguire il brano nel castello di Borgholm, situato nell'omonima città, sull'isola di Öland.